# Al Grygo
Aloysius Joseph Grygo (Erie, 14 agosto 1918 – Columbia, 27 dicembre 1971) è stato un giocatore di football americano statunitense che ha militato nel ruolo di halfback e quarterback nella National Football League (NFL).

## Carriera
Grygo al college giocò a football all'Università della Carolina del Sud. Come professionista giocò per due stagioni nel 1944 e 1945 per i Chicago Bears giocando come halfback e occasionalmente come quarterback. Chiuse la carriera con 420 yard corse e 2 touchdown.